# 2027年2月20日月食
2027年2月20日月食为一次將在协调世界时2027年2月20日出現的半影月食。該次月食半影食分為0.952、全影食分為-0.052。

## 概述
這次月食的食分是10.24。

## 基本參數
- 類型：半影月食
- 食甚資料：
  - 日期：2027年2月20日
  - 時間：23:12
  - 月球位置：赤經10.24度、赤緯9.8度
  - 食分：半影食分：0.952、全影食分：-0.052

## 相關月食

### 沙羅週期
該次月食是月食的第143沙羅週期的一部份。

### 默冬章（19年）
該次月食是五個默冬章週期中的最後一次月食。
默冬章是食的19年週期，與沙羅週期加上一個食年幾乎相同。因為它出現在日曆上相同的日期，因此地球的影子幾乎落在相同的星空背景上。
| 降交點 | 降交點        | 降交點   |      | 升交點        | 升交點   | 升交點 |
| 沙羅   | 日期          | 類型     | 沙羅 | 日期          | 類型     |        |
| ------ | ------------- | -------- | ---- | ------------- | -------- | ------ |
| 103    | 1951年2月21日 | 半影月食 | 108  | 1951年8月17日 | 半影月食 |        |
|        |               |          |      |               |          |        |
| 113    | 1970年2月21日 | 月偏食   | 118  | 1970年8月17日 | 月偏食   |        |
|        |               |          |      |               |          |        |
| 123    | 1989年2月20日 | 月全食   | 128  | 1989年8月17日 | 月全食   |        |
|        |               |          |      |               |          |        |
| 133    | 2008年2月21日 | 月全食   | 138  | 2008年8月16日 | 月偏食   |        |
|        |               |          |      |               |          |        |
| 143    | 2027年2月20日 | 半影月食 | 148  | 2027年8月17日 | 半影月食 |        |
|        |               |          |      |               |          |        |

## 外部連結
- NASA月食專頁（页面存档备份，存于）（英文）